# Marsac-en-Livradois
Pour les articles homonymes, voir Marsac.
Marsac-en-Livradois est une commune française, située dans le département du Puy-de-Dôme en région Auvergne-Rhône-Alpes.
Située autour de son église, Marsac-en-Livradois est longée par l'ancienne Route nationale n°106 devenue Route départementale n°906.

## Géographie

### Hydrographie
Le territoire de la commune est traversé par la rivière Dore.

### Lieux-dits et écarts
Barges, Bargues, le Barsac, Beauregard, la Biourne, les Bonlades, le Bostfaucher, le Bourg, Bourchany, le Bruchet, Brugeailles, Chadernolles, Chammeaux, la Chaux, Collanges, Collayes, Combat, les Creux, le Crohet, Croupière, les Éminades, Espinasse, Faillargues, Flaittes, Fonteyre, Fougère, Fourcheval, la Fridière, les Gayores, la Grand-Rive, Gras, la Greleyre, les Issards, les Jouberts, Lapeyre, Latour, les Littes, le Mas, Masselèbre (à cheval sur la commune de Chaumont-le-Bourg), le May, le Merlat, Mirat, Ourlhioux, le Pêcher, le Petit Moulin, le Pont, Prajoux Haut, les Quatre Routes, Riols, Rolland, Rouville, Suargues, le Suchet, Thamias, les Thioliers, la Vaisse, le Vernet.

### Communes limitrophes
(Ancien découpage cantonal)
- dans le canton d'Ambert :
  - Ambert, Champétières, Saint-Ferréol-des-Côtes et Saint-Martin-des-Olmes ;
- dans le canton d'Arlanc (arrondissement d'Ambert) :
  - Arlanc, Beurières et Chaumont-le-Bourg.
- dans le canton de Saint-Germain-l'Herm (arrondissement d'Ambert) :
  - Chambon-sur-Dolore et Saint-Bonnet-le-Chastel ;
- dans le canton de Viverols (arrondissement d'Ambert) :
  - Saint-Just.

### Climat
Pour des articles plus généraux, voir Climat d'Auvergne-Rhône-Alpes et Climat du Puy-de-Dôme.
En 2010, le climat de la commune est de type climat des marges montargnardes, selon une étude du Centre national de la recherche scientifique s'appuyant sur une série de données couvrant la période 1971-2000. En 2020, Météo-France publie une typologie des climats de la France métropolitaine dans laquelle la commune est exposée à un climat de montagne ou de marges de montagne et est dans la région climatique  Nord-est du Massif Central, caractérisée par une pluviométrie annuelle de 800 à 1 200 mm, bien répartie dans l’année. 
Pour la période 1971-2000, la température annuelle moyenne est de 9,9 °C, avec une amplitude thermique annuelle de 16,1 °C. Le cumul annuel moyen de précipitations est de 745 mm, avec 9 jours de précipitations en janvier et 6,9 jours en juillet. Pour la période 1991-2020, la température moyenne annuelle observée sur la station météorologique de Météo-France la plus proche, « Ambert », sur la commune d'Ambert à 8 km à vol d'oiseau, est de 10,1 °C et le cumul annuel moyen de précipitations est de 860,2 mm,. Pour l'avenir, les paramètres climatiques de la commune estimés pour 2050 selon différents scénarios d'émission de gaz à effet de serre sont consultables sur un site dédié publié par Météo-France en novembre 2022.

### Voies de communication et transports

#### Voies routières
Marsac-en-Livradois est située sur la RD 906 (axe Le Puy-en-Velay – Thiers – Vichy), à 7 km au nord d’Arlanc et à 9 km au sud d’Ambert.
Il existe d'autres routes traversant Marsac-en-Livradois :
- la RD 38 (axe Ambert – Beurières) ;
- la RD 87 (vers Chambon-sur-Dolore) ;
- la RD 205 (axe passant au sud de la commune) ;
- la RD 252 ;
- la RD 269.

#### Ligne ferroviaire
Marsac-en-Livradois possédait une gare sur la ligne de Saint-Germain-des-Fossés à Darsac.

#### Transport en commun
Marsac-en-Livradois est accessible par trois lignes interurbaines gérées par la région Auvergne-Rhône-Alpes :
| Réseau                  | Ligne | Tracé                                       |
| ----------------------- | ----- | ------------------------------------------- |
| Cars Région Puy-de-Dôme | P02   | Arlanc – Ambert – Thiers – Clermont-Ferrand |
| Cars Région Puy-de-Dôme | P03   | Vichy – Thiers – Ambert – Arlanc            |
| Cars Région Haute-Loire | H27   | Ambert – La Chaise-Dieu – Le Puy-en-Velay   |

## Urbanisme

### Typologie
Au 1er janvier 2024, Marsac-en-Livradois est catégorisée commune rurale à habitat dispersé, selon la nouvelle grille communale de densité à sept niveaux définie par l'Insee en 2022.
Elle est située hors unité urbaine. Par ailleurs la commune fait partie de l'aire d'attraction d'Ambert, dont elle est une commune de la couronne,. Cette aire, qui regroupe 29 communes, est catégorisée dans les aires de moins de 50 000 habitants,.

### Occupation des sols
L'occupation des sols de la commune, telle qu'elle ressort de la base de données européenne d’occupation biophysique des sols Corine Land Cover (CLC), est marquée par l'importance des territoires agricoles (50,5 % en 2018), en augmentation par rapport à 1990 (49,4 %). La répartition détaillée en 2018 est la suivante : 
forêts (47,6 %), prairies (29,4 %), zones agricoles hétérogènes (21,1 %), zones urbanisées (2 %). L'évolution de l’occupation des sols de la commune et de ses infrastructures peut être observée sur les différentes représentations cartographiques du territoire : la carte de Cassini (XVIIIe siècle), la carte d'état-major (1820-1866) et les cartes ou photos aériennes de l'IGN pour la période actuelle (1950 à aujourd'hui).

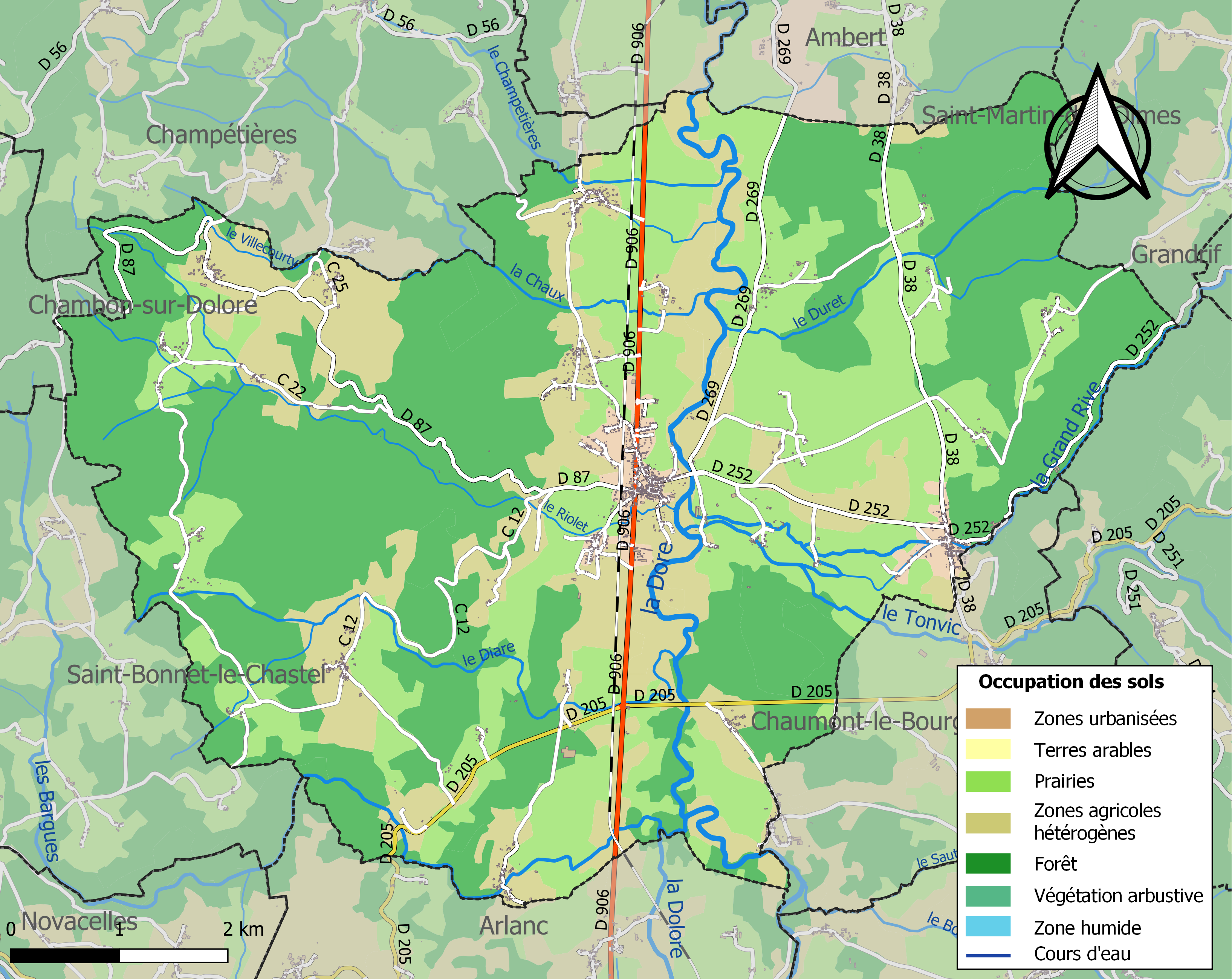
Carte des infrastructures et de l'occupation des sols de la commune en 2018 (CLC).

## Gentilé
Il n'existe pas de gentilé couramment répandu, bien que « Marsacois » pourrait paraître « naturel ». Il a cependant existé un surnom de « Ventres jaunes », encore cité oralement en 2016 mais en voie d'extinction, et sans rapport autre qu'homonyme avec les émouleurs désignés sous le sobriquet de « Ventres jaunes » de la trilogie romanesque thiernoise de Jean Anglade.

## Histoire
- Guerres de Religion

En 1575, le capitaine huguenot Matthieu Merle s'empare du village et pille l'église. Accompagné de son lieutenant Chavagnac, Merle s'empare une seconde fois de Marsac et ses religionnaires brûlent 120 maisons. Le comte de Montmorin Saint-Herem, à la tête de 300 cavaliers et de sept compagnies d'infanterie, les défit au lieu-dit « Pré de Combat » en bordure de la Dore. Blessé, Chavagnac se retire dans un village de la montagne qui depuis porte son nom
Le nom de la commune a été modifié par décret du 22 mars 1926 (JO du 9 avril 1926) : l'ancien nom Marsac est toujours employé dans le langage courant.
La commune compte de nombreux témoignages de son riche passé : chapelles et croix notamment ; subsistent également les vestiges du château de Riols, l'église paroissiale du XVe siècle, ainsi que la chapelle-musée des pénitents blanc du Livradois. Du XVIe siècle ou XVIIe siècle au XIXe siècle, Marsac a été le siège de moulins à papier (il y subsiste le Moulin de la Grand’Rive).

## Politique et administration
| Période                                  | Période                       | Identité        | Étiquette    | Qualité |
| ---------------------------------------- | ----------------------------- | --------------- | ------------ | --- |
| Les données manquantes sont à compléter. |                               |                 |              | |
| mars 2001                                | mars 2008                     | André Bard      |              | |
| mars 2008                                | En cours (au 24 juillet 2021) | Michel Sauvade, | centre-droit | Enseignant Conseiller départemental du canton d'Ambert 7e vice-président du conseil départemental chargé du numérique (depuis 2021) |

## Population et société

### Démographie
L'évolution du nombre d'habitants est connue à travers les recensements de la population effectués dans la commune depuis 1793. Pour les communes de moins de 10 000 habitants, une enquête de recensement portant sur toute la population est réalisée tous les cinq ans, les populations de référence des années intermédiaires étant quant à elles estimées par interpolation ou extrapolation. Pour la commune, le premier recensement exhaustif entrant dans le cadre du nouveau dispositif a été réalisé en 2006.

En 2022, la commune comptait 1 391 habitants, en évolution de −4,6 % par rapport à 2016 (Puy-de-Dôme : +2,1 %, France hors Mayotte : +2,11 %).
| 1793  | 1800  | 1806  | 1821  | 1831  | 1836  | 1841  | 1846  | 1851  |
| ----- | ----- | ----- | ----- | ----- | ----- | ----- | ----- | ----- |
| 2 950 | 3 004 | 2 845 | 3 138 | 3 206 | 3 185 | 3 300 | 3 305 | 3 121 |

| 1856  | 1861  | 1866  | 1872  | 1876  | 1881  | 1886  | 1891  | 1896  |
| ----- | ----- | ----- | ----- | ----- | ----- | ----- | ----- | ----- |
| 3 231 | 3 262 | 3 071 | 2 911 | 2 902 | 2 941 | 2 996 | 2 871 | 2 734 |

| 1901  | 1906  | 1911  | 1921  | 1926  | 1931  | 1936  | 1946  | 1954  |
| ----- | ----- | ----- | ----- | ----- | ----- | ----- | ----- | ----- |
| 2 751 | 2 851 | 2 660 | 2 528 | 2 278 | 2 171 | 2 062 | 1 900 | 1 703 |

| 1962  | 1968  | 1975  | 1982  | 1990  | 1999  | 2006  | 2011  | 2016  |
| ----- | ----- | ----- | ----- | ----- | ----- | ----- | ----- | ----- |
| 1 633 | 1 523 | 1 421 | 1 291 | 1 352 | 1 329 | 1 427 | 1 448 | 1 458 |

| 2021  | 2022  | - | - | - | - | - | - | - |
| ----- | ----- | - | - | - | - | - | - | - |
| 1 412 | 1 391 | - | - | - | - | - | - | - |

## Culture locale et patrimoine

### Lieux et monuments
- Halte de la ligne touristique du Livradois-Forez, exploitée par AGRIVAP Les trains de la découverte, en saison.
- L'espace rural de Marsac-en-Livradois, réalisé par l'architecte Boris Bouchet a été récompensée du Prix d'architecture de la Première œuvre et honoré deux fois le 19 novembre 2013 à Paris lors de la remise du Prix de l'Équerre d'argent[25].
- Château de Riols.
- Église paroissiale du XVe siècle.

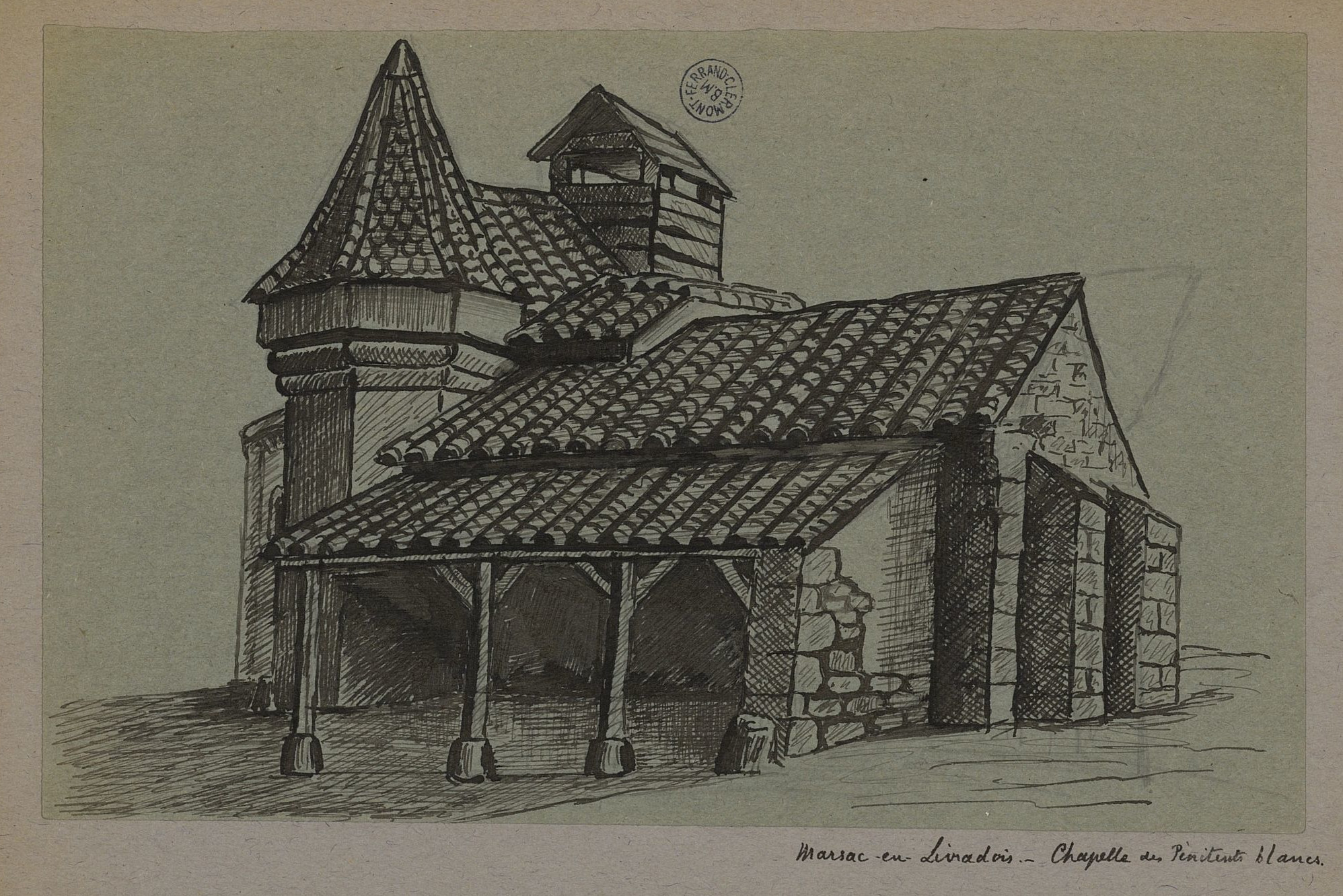
Dessin représentant la Chapelle des pénitents blancs

- Dessin représentant la Chapelle des pénitents blancsChapelle des Pénitents Blancs, qui abrita la Confrérie Confalonis des Pénitents Blancs de Marsac transformée désormais en musée.

### Patrimoine culturel
Le moyen-métrage d'Arnaud Bigeard, 664 km, a été tourné à Marsac-en-Livradois en 2007.

### Patrimoine naturel
- La commune de Marsac-en-Livradois est adhérente du parc naturel régional Livradois-Forez.

### Personnalités liées à la commune
- Benoît Pâcros (1745-1808), homme politique né et décédé à Marsac-en-Livradois, député du Puy-de-Dôme à la Convention, puis au Conseil des Cinq-Cents.
- Raymond Lachal, député sous la Troisième République puis collaborateur.

### Héraldique
| Blason de Marsac-en-Livradois | Blason  | De gueules au chevron d'or chargé de trois étoiles d'azur et accompagné de trois coquilles d'or. |
| Blason de Marsac-en-Livradois | Détails | Le statut officiel du blason reste à déterminer.                                                 |

## Divers
- Membre de l'association de préfiguration du Pays d'Ambert-Livradois Dore Forez.